# Гоуп Соло
Гоуп Соло  (англ. Hope Solo, 30 липня 1981) — американська футболістка, воротар, олімпійська чемпіонка.

## Виступи на Олімпіадах
| Олімпіада   | Дисципліна | Місце |
| ----------- | ---------- | ----- |
| Пекін 2008  | футбол     | 1     |
| Лондон 2012 | футбол     | 1     |